# 德国驻汕头领事馆
德国驻汕头领事馆是德国曾派驻中国汕头的领事级别外交代表机构，最早在1864年起设立，至1917年关闭。领事馆馆舍则于1874年建于外马路，后遭拆除，原址现为汕头市图书馆旧址。

## 历史
清咸丰八年（1858年），中英签订《天津条约》，辟潮州为通商口岸。1860年英国首任驻潮州口岸领事坚佐治（George W. Caine)抵达潮州，但受到潮州城区民众的强烈反对，使其主动放弃在潮州城区设驻点，改而选择了相对安全的汕头为通商口岸，进行贸易及领事服务。此后，包括德国（1864年）在内的各种商务机构和各国领事馆也陆续跟随在汕头建立。首任德国领事为商人迪格士，他在汕头经商20余年，娶一华人为妻，生儿育女，并曾先后兼任法国、丹麦、挪威驻汕头领事。至1917年3月第一次世界大战末期，中国作为参战的协约国成员之一，正式向德国、奥匈帝国等国宣战绝交，德国领事馆被迫关闭。

### 历任领事
以下为德国驻汕头历任领事：
| 中文名   | 原文名 | 就任   | 离任   | 备注                                           |
| -------- | ------ | ------ | ------ | ---------------------------------------------- |
| 迪格士   |        | 1864年 | 1870年 | 代表律百克、不来梅、咸伯（即三汉谢城）         |
| 库吕各尔 |        | 1870年 | 1877年 | 代表北德意志公会。1872年起授德国驻汕头副领事。 |
| 额必勒   |        | 1877年 | 1880年 | 副领事                                         |
| 沙博哈   |        | 1880年 | 1883年 | 副领事                                         |
| 司艮德   |        | 1883年 | 1886年 | 副领事                                         |
| 卜德乐   |        | 1886年 | 1889年 | 副领事                                         |
| 施德礼   |        | 1889年 | 1906年 | 副领事。1898年授正领事。                       |
| 古朋阿   |        | 1906年 | 1908年 |                                                |
| 卜海泊   |        | 1908年 | 1917年 | 署理领事。1911年授正领事。                     |

## 建筑
德国驻汕头领事馆于1874年在外马路建成，是一座别致的西式建筑，至第一次世界大战德国战败后关闭。后来这里建起了多座富人厝，民国时期汕头总商会陈姓会长的私宅“宾园”就建于德国领事馆旧址上。1941年11月3日，侵华日军在德国驻汕领事馆旧址一带修建汕头神社，神社为东洋风格建筑，供奉着侵华战死的日本官兵的灵位。1982年，神社被拆，改建为汕头图书馆，现为汕头图书馆旧址。